# Neoficiální internetové referendum o nezávislosti Benátska 2014
Neoficiální referendum o nezávislosti Benátska proběhlo mezi 17. a 21. březnem 2014. Pro odtržení od Itálie se vyslovilo 85 % hlasujících.

## Úvod
Inspirováni národní snahou Skotska a Katalánska, zahájili benátští aktivisté v roce 2012 kampaň o nezávislosti na Itálii. V roce 2014 tyto snahy završilo lidové hlasování o odtržení. Shodou okolností v tom samém týdnu vyhlásila nezávislost Krymská republika, která byla do té doby součástí Ukrajiny. Aktivisté tvrdí, že při posledních volbách se ukázalo, že 65 % voličů v Benátsku, které obsahují historická města jako jsou Treviso, Vicenza a Verona mají chuť odpoutat se od svazku s Římem. V referendu, které začalo v pátek 21. března, bylo oprávněno hlasovat 3,8 milionu voličů. Prezident benátské oblasti Luca Zaia, který podporuje hnutí nezávislosti, pro místní tisk uvedl, že oblast je již unavena nedostatkem uznání ze strany Říma a chování italského státu také považuje za nezodpovědné. Podle něho Itálie v současnosti čelí nemocné demokracii a padla do bažiny byrokracie. Referendum proběhlo online.

## Výsledky
Většina obyvatel Benátek a blízkého okolí se vyslovila v neoficiálním referendu pro odtržení oblasti od zbytku Itálie a pro vyhlášení nezávislosti. Pětidenního internetového hlasování, jehož výsledek není pro úřady a vládu v Římě nijak závazný, se zúčastnily skoro tři čtvrtiny z 3,8 milionu voličů. Z nich se pro opuštění Itálie vyslovilo 89 procent. O výsledku informovali organizátoři akce z hnutí Plebiscito.eu. Výsledky neoficiálního referenda jsou brány jako vzor pro zahájení oficiálního referenda za odtržení oblasti od Itálie.

## Majetkové incidenty
V průběhu referenda došlo v oblasti k několika incidentům. Ve volební místnosti v obci Onara (Padova) došlo k poškození benátské vlajky, která byla odříznuta. Dále došlo v Montecchia Crosara (Vicenza) k pomalování dodávky organizátorů červenou barvou. Hnutí Plebiscito.eu tyto činy odsoudilo.

## Zahraniční reakce
Benátské referendum zaregistrovala také ruská televize Russia Today, která přirovnává separatistické snahy Benátčanů k situaci na Krymu. Západní média obviňuje, že o italském hlasování úmyslně mlčí. V Evropě o referendu podle ruského zpravodajství ví jen hrstka lidí.
"Pokud se region osamostatní od Itálie, mohlo by to pro Evropu znamenat zásadní, historický vývoj," uvedla ve vysílání moderátorka Irana Galuškortová.